# Roberto Zanetti (chanteur)
Pour les articles homonymes, voir Roberto Zanetti (homonymie) et Savage.
Roberto Zanetti (né le 28 novembre 1956) est un chanteur, producteur de musique, compositeur et homme d'affaires italien originaire de Massa, en Toscane. Comme chanteur, il est connu sous le nom de scène de Savage, et comme producteur sous celui de Robyx.
Il a créé plusieurs labels : Robyx Productions, Extravaganza Publishing and DWA Records. Il a produit ses propres chansons, mais aussi des artistes comme Ice MC, Double You, Alexia, Corona et Zucchero.

## Carrière de chanteur
Depuis 1983, Roberto Zanetti chante sous le nom de Savage. Son premier titre, Don't Cry Tonight, fut un succès en Europe et a été fréquemment remixé depuis. L'année suivante, en 1984, il sort Only You, une chanson Italo disco lente qui devint également très populaire. Son premier album, Tonight, contenait des succès comme Radio, Time, A Love Again, Celebrate et Love Is Death. En 1989, il enregistre une reprise Hi-NRG du titre de Cutting Crew (I Just) Died in Your Arms. En 1994, il sort un nouvel album, Strangelove, contenant plusieurs remixes de ses anciens titres et 4 versions d'une reprise de la chanson Strangelove de Depeche Mode. Il sortit ensuite Don't You Want Me, produit par son propre label, Dance World Attack Records (DWA), en 1994. Après un silence de 15 ans, il sort  Twothousandnine - 2009, en 2009.

## Carrière de producteur
Au début des années 1990, Robyx fut un des pionniers de l'Eurodance. Des succès tels que Think About the Way d'Ice MC, The Rhythm of the Night de Corona, Me and You d'Alexia et Run to Me de Double You ont fait de Robyx un producteur reconnu. Au milieu des années 1990, Robyx produit plusieurs titres d'Eurodance, comme Baby Baby de Corona. Baby Baby, tout comme The Rhythm of the Night, apparut également sur les radios américaines, ce qui était peu fréquent à l'époque pour les titres européens de dance. En 1997, Robyx produit The Summer Is Crazy, d'Alexia. Depuis, Robyx a produit moins de musique et s'est focalisé sur la musique pop italienne.

## Discographie de Savage

### Singles
- Don't Cry Tonight (1983)
- Only You (1984)
- Radio/A Love Again (1984)
- Radio/Reggae Radio (1984)
- Love Is Death (1986)
- Celebrate (1986)
- I'm Loosing You (1988)
- Don't Cry Tonight (Rap '89) (1989)
- Good-Bye (1989)
- Johnny -LALA
- Twothousandnine (2009)
- I Love You (2020)
- Italodisco (2020)
- Where Is The Freedom (2020)

### Albums
- Tonight (1984)
- Capsicum (1986)
- Goodbye (1989)
- Strangelove (1994)
- Don't Cry – Greatest Hits (1994)
- Discomania (2001)
- Love and Rain (2020)